# ボルト・セムレル
ボルト・セムレル（Borut Semler、1985年2月25日 - ）は、スロベニア、ムルスカ・ソボタ出身のサッカー選手。現役時代のポジションはFW。

## 来歴
1985年、スロベニアのムルスカ・ソボタで生まれた。1995年、地元のクラブNKムラのユースに入り、1999年からはクロアチアのNKヴァルテクス・ヴァラジュディンに入団。2001年からはドイツの強豪バイエルン・ミュンヘンのユースに所属をした。2004年、バイエルンとプロ契約。バイエルン・ミュンヘンⅡでは48試合に出場し10得点を挙げたが、トップチームへ昇格する事はなかった。2007年、1999年から2001年まで在籍をしたNKヴァルテクス・ヴァラジュディンに移籍をしたが25試合に出場し5得点に留まり、2008年、NKドムジャレに移籍。ここでは12試合に出場し無得点で、シーズン途中でNKドラバ・プトゥイへ移籍をした。2010年、遠く離れたロシアのクラブFCモルドヴィア・サランスクへ1年契約で移籍。同年3月27日のロシア・ファーストディビジョン（実質2部）開幕戦、後半29分に交代で入りロシアリーグデビューをした。5月24日、FCロトール・ヴォルゴグラード戦で1得点を挙げたが、それ以後は無得点に終わった。クラブから契約を更新されることはなく、2011年、カザフスタンのFCカイサルに移籍をした。

## 代表
スロベニア代表としてはU-21に招集されている。
2004年8月18日、セルビア・モンテネグロ代表との親善試合でデビューをした。代表として計7試合に出場したが、無得点のままである。

## 所属クラブ
- バイエルン・ミュンヘンⅡ 2004-2007
- NKヴァルテクス・ヴァラジュディン 2007-2008
- NKドムジャレ 2008
- NKドラバ・プトゥイ 2008-2009
- FCモルドヴィア・サランスク 2010
- FCカイサル 2011-2012
- FCアクジャイク 2012
- シャフタール・カラガンダ 2013
- FCカイサル 2013
- FCアクジャイク 2014
- FCスパルタク・セメイ 2015
- NKドブ 2015-2016
- SCヴァイス 2016
- FCバート・ラトカースブルク 2016-2018
- SVフェルトバッハ 2018
- SCカインドルフ・ズルム 2019
- USVヘングスベルク 2019-2021